# Porophyllum leiocarpum
Porophyllum leiocarpum là một loài thực vật có hoa trong họ Cúc. Loài này được (Urb.) Rydb. miêu tả khoa học đầu tiên năm 1916.